# Пузакова Гора
Пузакова Гора — деревня в Краснопрудской волости Псковского района Псковской области России.
Расположена в 11 км к северо-востоку от волостного центра Кирово и в 39 км к югу от города Пскова.

## Население
| 2001 | 2002 | 2010 |
| ---- | ---- | ---- |
| 8    | ↗11  | ↘5   |

## История
Решением исполкома Псковского областного совета народных депутатов № 453 от 17 ноября 1983 года в состав деревни Пузакова Гора была включена снятая с учёта деревня Березино Москвинского сельсовета.
До 31 декабря 2010 года деревня входила в состав ныне упразднённой Москвинской волости.